# Aotus trivirgatus
L'aoto dalle tre strisce o mirichina o duruculì (Aotus trivirgatus Humboldt, 1811) è un primate platirrino della famiglia degli Aotidi.

## Distribuzione
Con due sottospecie (Aotus trivirgatus bipunctatus ed Aotus trivirgatus trivirgatus) vive in Venezuela e Brasile centro-settentrionale, dove colonizza le aree di foresta pluviale con temperature comprese fra 28 e 30 °C.

## Descrizione

### Dimensioni
Misura circa 70 cm di lunghezza, con la coda lunga più del corpo, per un peso che raggiunge gli 800 g.

### Aspetto
Il manto è di color bruno-grigiastro sul dorso, mentre il ventre è giallo-arancio: sono presenti diverse sfumature nella colorazione a seconda della zona geografica presa in considerazione.

Gli occhi sono molto grandi e color bruno-arancio: fra di essi è posta una caratteristica macchia triangolare nera ed ai lati dei quali sono presenti altre strisce nere su fondo bianco.

## Biologia
Si tratta di una delle poche specie di scimmie vere e proprie ad avere abitudini esclusivamente notturne, nonché dell'unico primate della regione neotropicale con questo stile di vita. Un tempo si credeva che questi animali, che mantengono caratteristiche primitive rispetto alle altre scimmie, avessero mantenuto le abitudini notturne dei propri antenati: vi sono tuttavia prove abbastanza evidenti (la visione a colori, inutile in un contesto notturno, la mancanza di un tapetum lucidum) che fanno ipotizzare l'evoluzione di questi platirrini a partire da animali diurni.

Tende ad avere picchi di attività quando la luna è particolarmente luminosa: per questo motivo, si è supposto per lungo tempo che questo animale si orientasse soprattutto grazie alla vista, considerando anche che manca del tapetum lucidum tipico delle specie notturne. Analisi approfondite hanno rivelato un abnorme sviluppo dei bulbi olfattivi, il che starebbe ad indicare un forte utilizzo anche dell'olfatto per i suoi movimenti notturni.

Vive in gruppi familiari, formati da una coppia e dai propri figli, adulti e subadulti: i giovani aiutano la coppia progenitrice nella cura dei cuccioli, che è assai dispendiosa in termini energetici. I giovani si allontanano dai genitori una volta trovato un animale dell'altro sesso con cui formare una coppia.

Ogni gruppo occupa un territorio che si estende per circa 9 ettari, che difendono strenuamente dagli intrusi.

### Alimentazione
L'aoto è un animale fondamentalmente frugivoro, che tuttavia non disdegna sporadicamente di mangiare anche foglie e nettare od insetti e piccoli vertebrati: sono inoltre particolarmente ghiotti di uova. L'evoluzione di abitudini notturne evita la competizione diretta con altre specie diurne.

### Riproduzione
Per trovare un compagno col quale passare il resto della propria vita, l'aoto si affida a particolari vocalizzazioni che ricordano il verso del gufo. L'accoppiamento avviene fra agosto e settembre: l'atto è una faccenda solitamente notturna, anche se sono stati avvistati esemplari accoppiarsi alla luce del giorno. La gestazione dura quasi cinque mesi, al termine dei quali nasce un unico cucciolo che viene accudito principalmente dal maschio (coadiuvato dai giovani) e dato alla madre solo il tempo della poppata ogni due o tre ore.

I cuccioli vengono svezzati attorno ai 4 mesi d'età e raggiungono la maturità sessuale oltre i due anni d'età, tuttavia tendono a rimanere coi genitori per almeno un altro anno, finché non trovano un compagno per stabilirsi in un nuovo territorio.